# 나카도리촌 (니가타현 미나미칸바라군)
나카도리촌(中通村)은 니가타현 미나미칸바라군에 설치되었던 촌이다.